# Berinkey Dénes
Berinkey Dénes Ottó (Csúz, Komárom vármegye, 1871. október 17. – Budapest, 1944. június 25.) ügyvéd, jogtudós, polgári radikális politikus, miniszterelnök.

## Életpályája
Az evangélikus református Berinkey család sarja. Berinkey Antal (1827–1899), köz- és váltó ügyvéd, és hangai Szabó Erzsébet (1833–1911) gyermekeként született. Jogi tanulmányainak befejezése után, 1918-ig az igazságügy-minisztérium nemzetközi osztályának vezetője volt. A Huszadik Század című folyóirat egyik alapító tagja. 1902. július 23-án Budapesten, a Józsefvárosban feleségül vette Takács Mária Eugénia Kamilla Ida Jozefa Antóniát. 1918. november 4-étől 1919. január 18-áig Károlyi Mihály kormányában igazságügyminiszter, majd 1919. január 11-étől névlegesen, január 19-étől 1919. március 21-éig ténylegesen miniszterelnök és saját kormányában 1919. január 19-étől január 24-éig külügyminiszter.
Március 20-án Fernand Vix francia alezredes átadta neki az antant jegyzékét (Vix-jegyzék), amelyben követelik a Szatmárnémeti–Arad vonaltól keletre lévő magyar csapatok visszavonását a Tiszához. Mivel ez számára elfogadhatatlan feltétel volt, hiszen az ország területi integritást sértette, kormányával együtt lemondott. Ezzel lehetővé vált a Magyarországi Tanácsköztársaság megalakulása.

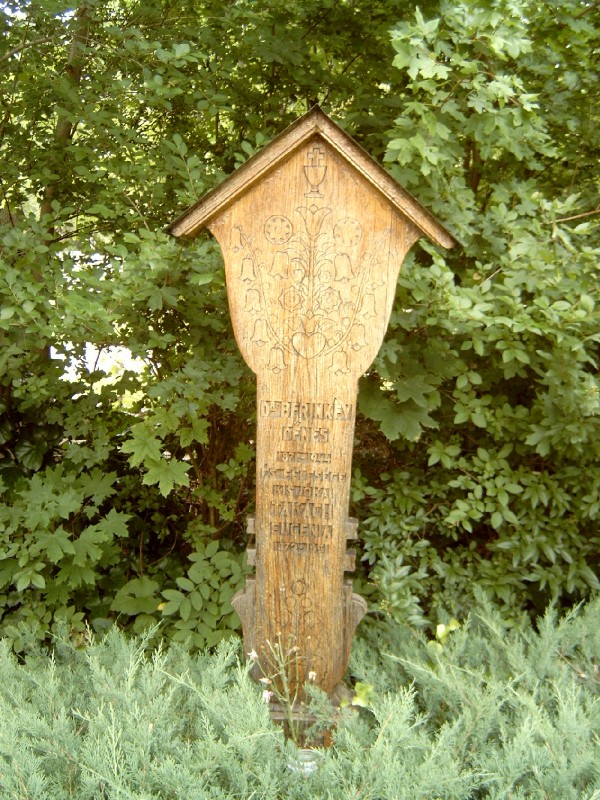
Berinkey Dénes és feleségének sírja Budapesten. Farkasréti temető: 28-1-67/68.

Berinkey lemondása után a politikai élettől visszavonultan élt: 1914–1918-ig a Keleti Kereskedelmi Akadémia tanára, majd 1920-tól ügyvéd volt. Tanulmányai jelentek meg a nemzetközi, a büntető- és a magánjog tárgyköréből. 1944. június 25-én hajnali három órakor hunyt el, halálát szívbénulás, szívkoszorúverőér-elmeszesedés okozta.
Sírja a Farkasréti temetőben található.